# Katherine Kath
Pour les articles homonymes, voir Kath (homonymie).
Katherine Kath est une actrice française, née Rose Marie Nelly Faëss à Berck (Pas-de-Calais) le 11 août 1920 et morte à Londres (Angleterre) le 17 novembre 2012.

## Biographie
D'abord tournée vers la danse classique, Katherine Kath était promise à une carrière de prima ballerina. Elle s'entraîne dès l'enfance de façon intensive, mais après une blessure sérieuse à la cheville, et sous l'avis de conseils médicaux, elle est contrainte d'abandonner la danse, et se tourne alors vers le théâtre et le cinéma.

## Filmographie partielle

### Cinéma
- 1948 : L'Armoire volante de Carlo Rim : Cora, la comédienne avec le sandwich
- 1949 : Ainsi finit la nuit d'Emil-Edwin Reinert : une voyageuse
- 1950 : L'Inconnue de Montréal de Jean Devaivre
- 1952 : Moulin rouge de John Huston : la Goulue
- 1953 : Dortoir des grandes d'Henri Decoin : Mlle Claude Persal
- 1954 : Mam'zelle Nitouche d'Yves Allégret : Gimblette, la danseuse
- 1954 : Destinées, film collectif, segment Jeanne de Jean Delannoy : la ribaude
- 1956 : Anastasia d'Anatole Litvak : Maxime
- 1957 : Les Sept Tonnerres (Seven Thunders) d'Hugo Fregonese
- 1960 : Cri d'angoisse (Subway in the Sky) de Muriel Box : Anna Grant
- 1961 : Les Pirates de la nuit (Fury at Smugglers' Bay) de John Gilling : Maman
- 1962 : Gigot, le clochard de Belleville (Gigot) de Gene Kelly : Colette
- 1964 : Dernière mission à Nicosie (The High Bright Sun) de Ralph Thomas : Mrs. Andros
- 1969 : Assassinats en tous genres (The Assassination Bureau) de Basil Dearden : Mme Lucoville

### Télévision
- 1967 : Le Prisonnier (The Prisoner), épisode 3 : A, B et C : Engadine
- 1990 : Au loin la liberté (Crossing to Freedom) (téléfilm) : la Française dans le train

## Théâtre
- 1947 : L'Invitation au château, pièce de Jean Anouilh : Lady Dorothée India
- 1955 : Le Rendez-vous de Senlis, pièce de Jean Anouilh : Edmée, femme de chambre d'Henriette